# ソロモンの王宮
『ソロモンの王宮』（ - おうきゅう）は、2004年4月11日から2005年10月2日までテレビ東京系で毎週日曜22:00 - 22:54（最終回のみ21:54 - 22:48、JST）に放送されていた人物ドキュメンタリー。

## 番組概要
各界の「権威」と呼ばれる人物を一人採り上げ、その人物の持つ「こだわり」を紹介する。案内人(ソロモンの番人)は竹中直人、ナレーターは魚住りえ（ごく稀に顔出し出演することもあり）
番組後期では竹中が降板しナレーターのみの部分が中心となり、2005年10月9日からは案内人が交代して「ソロモン流」にリニューアルされた。

## 放送リスト

### 2004年
- 4月11日 - 「食玩」市川染五郎、宮脇修一
- 4月18日 - 「極上の宿」デヴィ・スカルノ、山本並博
- 4月25日 - 岩城滉一、菊池武夫
- 5月2日 - 「食芸術」片岡鶴太郎、三國清三
- 5月9日 - 木の実ナナ、峰竜太
- 5月16日 - 「ファッションと日本の伝統」朝丘雪路、藤巻幸夫
- 5月23日 - 「デザート」畑山隆則、辻口博啓
- 5月30日 - 「海外で成功するファッションと日本の美」千住博、コシノジュンコ
- 6月6日 - 「永遠のヒーロー」京本政樹、松本零士
- 6月13日 - 「風水」アグネス・チャン、安斎勝洋
- 6月20日 - 「自分の店を持つ」冨永愛、森田恭通
- 6月27日 - 「スポーツ観戦」古賀稔彦、長田渚左
- 7月4日 - 「ファッション革命」桂由美、成宮雄三
- 7月18日 - 「発明という快楽」中松義郎、大平貴之
- 7月25日 - 「女性を彩る美の世界」梶光夫、黒崎えり子
- 8月1日 - 「美への変身」梅沢富美男、田中宥久子
- 8月8日 - 「地上の楽園」西城秀樹、三好和義
- 8月15日 - カルミネ・コッツォリーノ、本上まなみ
- 8月22日 - 「新世代の球団オーナーとは」堀江貴文、プリンセス天功
- 9月5日 - 「祭りの力」吉村作治、地上朱美
- 9月19日 - 総集編～賢人たちの隠れ家～
- 9月26日 - 総集編
- 10月3日 - 細川護煕
- 10月10日 - コシノヒロコ
- 10月17日 - 高橋英一（料亭「瓢亭」主人）
- 10月24日 - 石川次郎
- 10月31日 - 松尾スズキ
- 11月7日 - 栗原はるみ
- 11月14日 - 窪山哲雄
- 11月21日 - 野村潤一郎
- 11月28日 - 村上隆
- 12月5日 - 渡辺ゆり子
- 12月12日 - 岩岡洋志
- 12月19日 - デューク更家
- 12月26日 - 小山裕久

### 2005年
- 1月9日 - 大倉正之助
- 1月16日 - 桂文珍
- 1月23日 - 近藤典子
- 1月30日 - 山内一典
- 2月6日 - 高木康政
- 2月13日 - 市村正親
- 2月20日 - 山本益博
- 2月27日 - 川淵三郎
- 3月6日 - 熊谷喜八
- 3月13日 - 津川雅彦
- 3月20日 - 市川右近、市川段治郎
- 3月27日 - 吉田潤喜
- 4月3日 - 近藤典子、栗原はるみ
- 4月10日 - 三木谷浩史
- 4月17日 - TAKAKO（メイクアップアーティスト）
- 4月24日 - 八代亜紀
- 5月1日 - 西島千博
- 5月8日 - 君島十和子
- 5月15日 - たかの友梨
- 5月22日 - 寺田和正
- 5月29日 - 宮本亜門
- 6月5日 - RUMIKO（メイクアップアーティスト）
- 6月12日 - 脇屋友詞
- 6月19日 - 藤田桂子
- 6月26日 - YOSHIKI
- 7月3日 - 石田節子
- 7月17日 - 由良拓也
- 7月24日 - 佐藤弘道
- 7月31日 - 杉良太郎
- 8月7日 - KAORUKO（フラワーデザイナー）
- 8月14日 - 藤野真紀子
- 8月28日 - 池田優子
- 9月4日 - 野口美佳
- 9月18日 - 杉本貴志
- 9月25日 - 中島誠之助
- 10月2日 - 総集編

## スタッフ
- 総合演出・プロデューサー：樋口潮
- 構成：藤井誠、渡邊健一、中村結美、つかはら、北村のん
- TP：深谷高史
- CAM：岩田一巳
- VE：田畑司
- AUD：齋藤珠津穂
- LT：恩田守正
- ENG：高木鋭作
- 美術プロデューサー：古川雅之、高松浩則
- 美術制作：小美野淳一
- 編集：北浦美夫（麻布プラザ）
- MA：蜂谷博（麻布プラザ）
- 音効：十川公男
- ブロードキャストデザイン：ケネックジャパン
- 番宣：國安百合（テレビ東京）
- 技術協力：ニユーテレス
- 美術協力：アックス
- 協力：主婦と生活社、高輪プリンスホテル、CORNES
- 写真提供：リツピ
- 音楽協力：テレビ東京ミュージック
- デスク：遠藤充子、米澤宏美
- AD：柏木学、中島敦、三浦陽介
- AP：前原篤、島田ひろみ、森田昌泰（電通）
- 演出：丸山憲司
- プロデューサー：深谷守（テレビ東京）、日枝広道（電通）、長尾昇、恩田巌
- 制作協力：ドリマックス・テレビジョン
- 制作：テレビ東京、電通

## ネット局
※遅れネット局も含む。
- テレビ東京（制作局）
- テレビ北海道
- テレビ愛知
- テレビ大阪
- テレビせとうち
- TVQ九州放送
- 仙台放送
- 福島中央テレビ
- 新潟テレビ21
- 石川テレビ
- 静岡第一テレビ
- 岐阜放送
- びわ湖放送
- 三重テレビ
- テレビ和歌山
- 山陰放送
- 高知放送
- 熊本放送

| テレビ東京系 日曜22時台 | テレビ東京系 日曜22時台 | テレビ東京系 日曜22時台                          |
| 前番組                  | 番組名                  | 次番組                                           |
| ----------------------- | ----------------------- | ------------------------------------------------ |
| 極上の休日              | ソロモンの王宮          | ソロモン流 ※21:54 - 22:48ミニ番組 ※22:48 - 22:54 |